# Luigi Facelli
Luigi Facelli (Acqui Terme, 10 maggio 1898 – Milano, 4 maggio 1991) è stato un ostacolista e velocista italiano.
Vanta tre vittorie ai campionati inglesi (1929, 1931 e 1933) sulle 440 iarde ostacoli e 17 titoli italiani, di cui 11 sui 400 metri ostacoli.

## Biografia

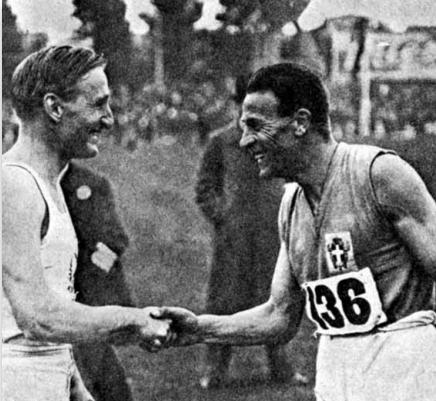
Lord David Burghley (a sinistra) con Luigi Facelli (a destra)

Tra i più forti specialisti degli ostacoli sul giro di pista a cavallo tra gli anni venti e trenta, famosa la suà rivalità sportiva con il lord inglese David Burghley, con il quale ebbe la meglio per 6-5 negli scontri diretti. Vanta quattro partecipazioni, e due finali, ai Giochi olimpici estivi.

Facelli sulle figurine Panini

Facelli risiedeva a Corsico, ed è morto in una clinica milanese nel 1991 all'età di 93 anni.

## Record europei
- 400 metri ostacoli: 52"4 ( Bologna, 6 ottobre 1929) - record detenuto per quasi 10 anni, sino al 9 luglio 1939

## Palmarès
| Anno | Manifestazione  | Sede        | Evento                | Risultato    | Prestazione | Note |
| ---- | --------------- | ----------- | --------------------- | ------------ | ----------- | ---- |
| 1924 | Giochi olimpici | Parigi      | 400 metri piani       | elim. batt.  | 50"5        |      |
| 1924 | Giochi olimpici | Parigi      | 400 metri ostacoli    | elim. semif. | 55"6        |      |
| 1924 | Giochi olimpici | Parigi      | Staffetta 4x400 metri | 6º           | 3'28"0      |      |
| 1928 | Giochi olimpici | Amsterdam   | 400 metri ostacoli    | 6º           | 55"6        |      |
| 1928 | Giochi olimpici | Amsterdam   | Staffetta 4x400 metri | elim. batt.  | 3'22"6      |      |
| 1932 | Giochi olimpici | Los Angeles | 400 metri ostacoli    | 5º           | 53"0        |      |
| 1932 | Giochi olimpici | Los Angeles | Staffetta 4x400 metri | 6º           | 3'17"8      |      |
| 1934 | Europei         | Torino      | 400 metri ostacoli    | 6º           | -           |      |
| 1936 | Giochi olimpici | Berlino     | 400 metri ostacoli    | elim. batt.  | 55"1        |      |

## Campionati nazionali
- ai Campionati italiani assoluti di atletica leggera, 400 metri piani (2 titoli)
- ai Campionati italiani assoluti di atletica leggera, 110 metri ostacoli (2 titoli)
- ai Campionati italiani assoluti di atletica leggera, 400 metri ostacoli (11 titoli)
- ai Campionati italiani assoluti di atletica leggera, salto triplo (2 titoli)